# خوزه مینگورنس
خوزه مینگورنس (انگلیسی: José Mingorance؛ زادهٔ ۱۰ آوریل ۱۹۳۸) بازیکن فوتبال اهل اسپانیا است.
از باشگاه‌هایی که در آن بازی کرده‌است می‌توان به باشگاه فوتبال کوردوبا، باشگاه فوتبال اسپانیول، و باشگاه فوتبال گرانادا اشاره کرد.
وی همچنین در تیم ملی فوتبال اسپانیا بازی کرده‌است.